# Obertilliach
Obertilliach é um município da Áustria, situado no distrito de Lienz, no estado do Tirol. Tem 65,06 km² de área e sua população em 2019 foi estimada em 666 habitantes.